# Sidomulyo (Biru-Biru)
Sidomulyo is een bestuurslaag in het regentschap Deli Serdang van de provincie Noord-Sumatra, Indonesië. Sidomulyo telt 6418 inwoners (volkstelling 2010).